# Starfire (album)
Starfire è il primo album solista del cantante norvegese metal hard rock Jørn Lande, pubblicato il 21 novembre 2000.
Il disco, pervaso da una sonorità prevalentemente melodica, contiene qualche cover delle band che hanno ispirato lo stile del cantante, e tra i musicisti che hanno partecipato troviamo alcuni membri delle band con cui Lande suonava all'epoca: Ark e Millennium.
In un secondo tempo Lande specificò che a causa della produzione e dei mezzi limitati con cui fu realizzato, questo disco è più da considerarsi una sorta di Demo che non di vero e proprio album; la produzione infatti cambierà radicalmente nelle successive pubblicazioni, stravolgendone il sound e definendosi ulteriormente.
Successivamente la carriera solista del vocalist norvegese verrà riconosciuta con lo pseudonimo Jorn, di cui questo è, a tutti gli effetti, il primo disco.

## Tracce
1. "Starfire" (Jørn Lande)  - 4:50
2. "Edge Of The Blade" (Jonathan Cain/Steve Perry/Neal Schon) Journey cover - 4:21
3. "Break It Up" (Mick Jones) Foreigner cover - 4:16
4. "Forever Yours" (Jørn Lande)  - 3:56
5. "The Day the Earth Caught Fire" (Lol Mason/Mike Slamer/Max Thomas) City Boy cover - 5:12
6. "Gate of Tears" (Jørn Lande)  - 5:05
7. "Burn" (Ritchie Blackmore/David Coverdale/Jon Lord/Ian Paice) Deep Purple cover - 6:13
8. "End Comes Easy" (Jørn Lande)  - 4:08
9. "Just the Same" (Craig Chaquico/Pete Sears/Eric VanSoest) Jefferson Starship cover - 5:29
10. "Abyss of Evil" (Jørn Lande)  - 4:23

## Band
- Jørn Lande - voce
- John Macaluso - Batteria
- Dag Stokke - Tastiere
- Sid Ringsby - Basso

### Special Guest
- Tore Moren - chitarre sui brani 1, 6 e 10
- Willy Bendiksen - Batteria sui brani 1, 6 e 10
- Ralph Santolla - Chitarre sul brano 2
- Shane French - Chitarre sul brano 3
- Jon A. Narum - Batterie, Chitarre e Basso sui brani 4 e 8
- Ronni Le Tekrø - Chitarre sul brano 5
- Tore Østby - Chitarre e Basso sui brani 7 e 9